# Mar Blanco
El mar Blanco (en ruso: Бе́лое мо́ре, romanizado: Biéloye more; en finés: Vienanmeri) es un extenso golfo del mar de Barents (en el océano Glacial Ártico), localizado en la costa noroeste de Rusia. Se encuentra limitado por la península de Kanín al noreste (NE), por Carelia al oeste (O) y por la península de Kola al norte (N). Tiene una superficie aproximada de entre 90 800−95 000 km² según fuentes. La mayoría de los años, entre mediados de noviembre y mayo, está congelado.
El mar Blanco tiene cuatro grandes golfos o bahías en su interior: en la parte más exterior, la bahía de Mezén al este; en el tramo interior las otras tres, la bahía de Dviná al sureste, el golfo de Onega al sur y el golfo de Kandalakcha al noroeste. En su interior hay bastantes islas, siendo las mayores y más importantes la isla de Morzhovets y las islas Solovetski, cuyo conjunto ha sido declarado patrimonio de la Unesco.
El puerto de Arcángel, en el fondo de la bahía de Dvina, es el puerto más importante del mar Blanco y además, durante gran parte de la historia de Rusia, fue su principal centro de comercio marítimo internacional. En la actualidad es una base naval y de submarinos. 
El canal Mar Blanco-Báltico lo une a través del Lago Onega con el mar Báltico (a su vez conectado por la Hidrovía Volga-Báltico con los mares Negro, Caspio y Azov) y la importante ciudad y puerto de San Petersburgo.
Todo el mar Blanco pertenece a aguas territoriales bajo soberanía rusa, bañando sus aguas la República de Carelia, el óblast de Arcángel y el óblast de Múrmansk.

## Geografía

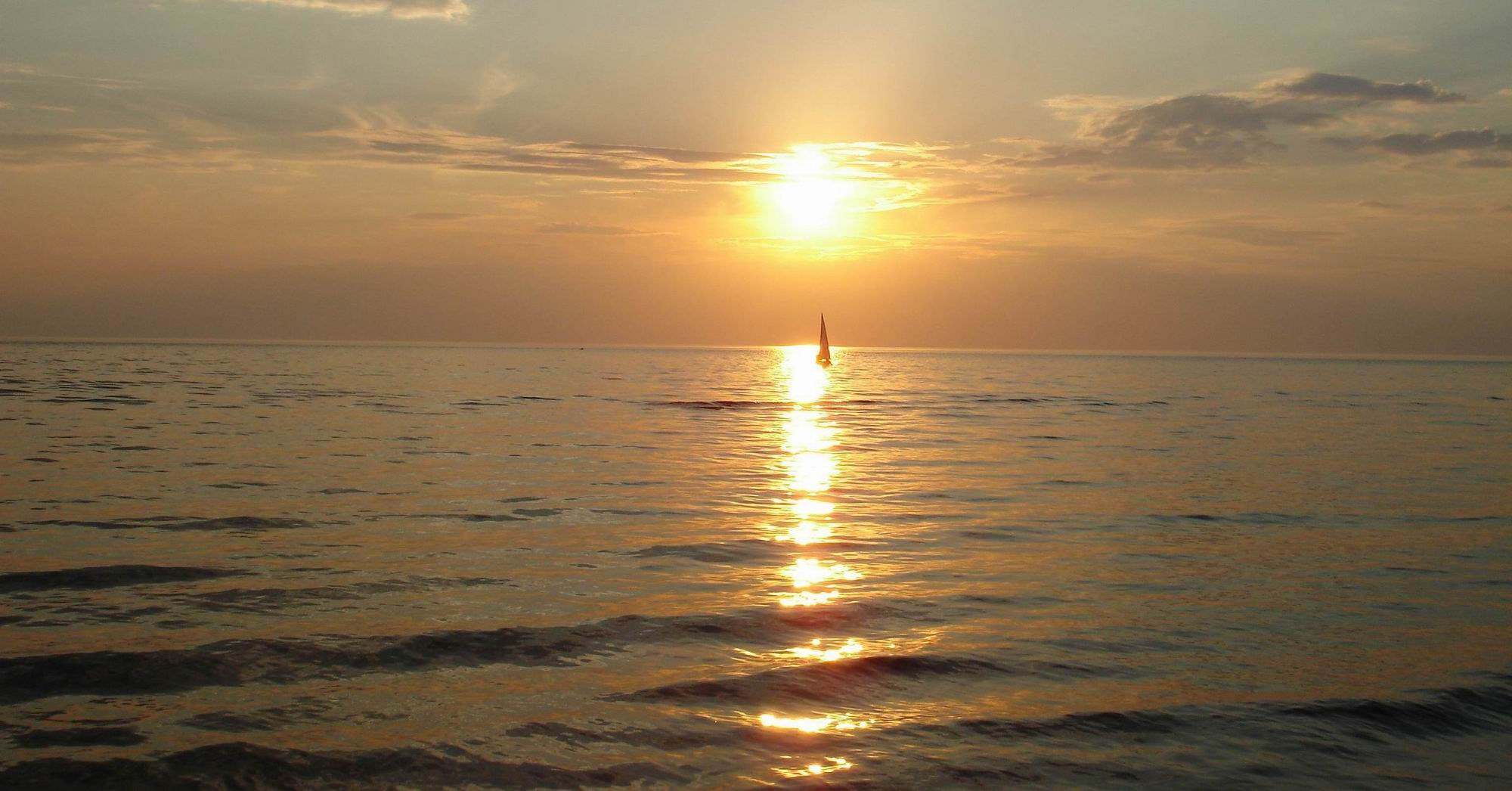
Noche en el mar Blanco

Entre los mares que bañan Rusia, el mar Blanco es uno de los más pequeños (solo el mar de Azov es más pequeño). Su superficie aproximada es de entre 90 800−95 000 km² según fuentes, es decir, 1/16 de la superficie del mar de Barents, con un volumen de sólo 4400 km³. La mayor longitud del mar Blanco, desde el cabo Kanin Nos hasta la ciudad de Kem, es de unos 600 km en línea recta, unos 680 km si se bordea la península ente la bahía de Onega y el golfo de Arcángel. La mayor profundidad del mar es de 343 m, siendo la media de 67 m. En el mar hay numerosos escollos e islas pequeñas, entre las que las más famosas son las islas Solovetsky, 347 km². 

### Límite
La Organización Hidrográfica Internacional define el límite septentrional del mar Blanco como «una línea que une el Svyatoy Nos (costa de Múrmansk, 39°47'E) y el cabo Kanin».
La distancia entre el cabo Svyatoy Nos (en el lado occidental, en la península de Kola) hasta el cabo Kanin Nos (en el lado oriental, en la península de Kanín), es de unos 155 km.

### Descripción geográfica

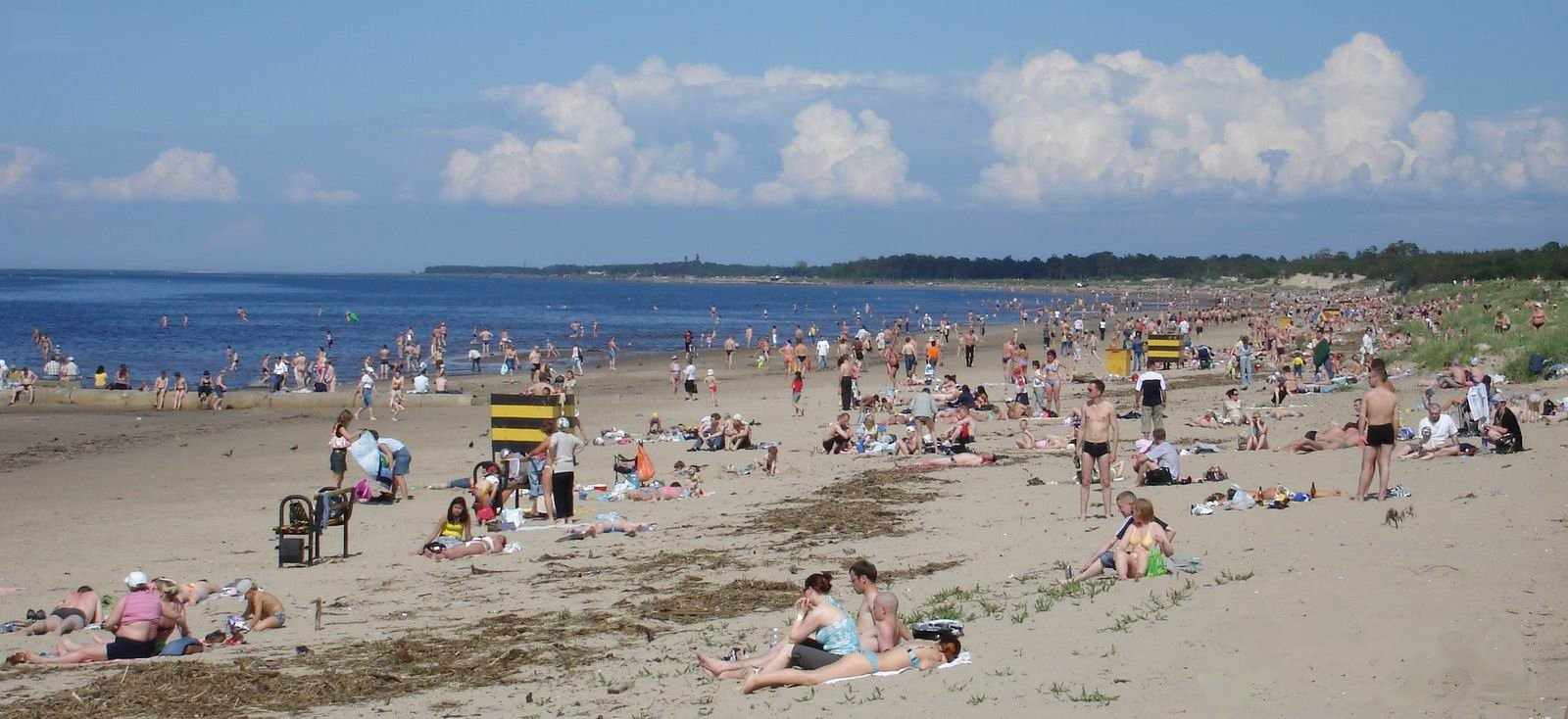
Día de verano en una playa cerca de Severodvinsk, en la orilla sureste del mar

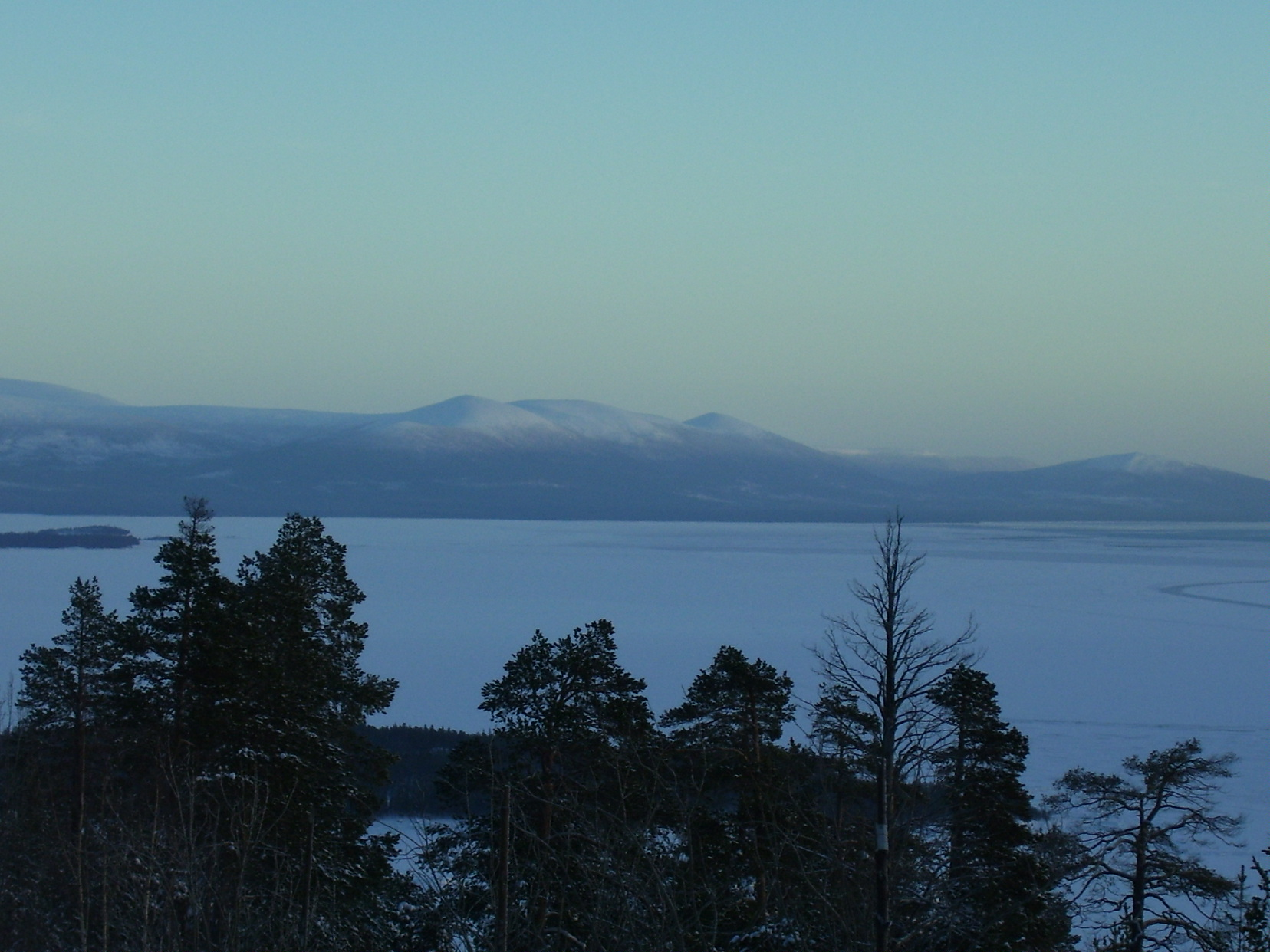
Golfo de Kandalaksha

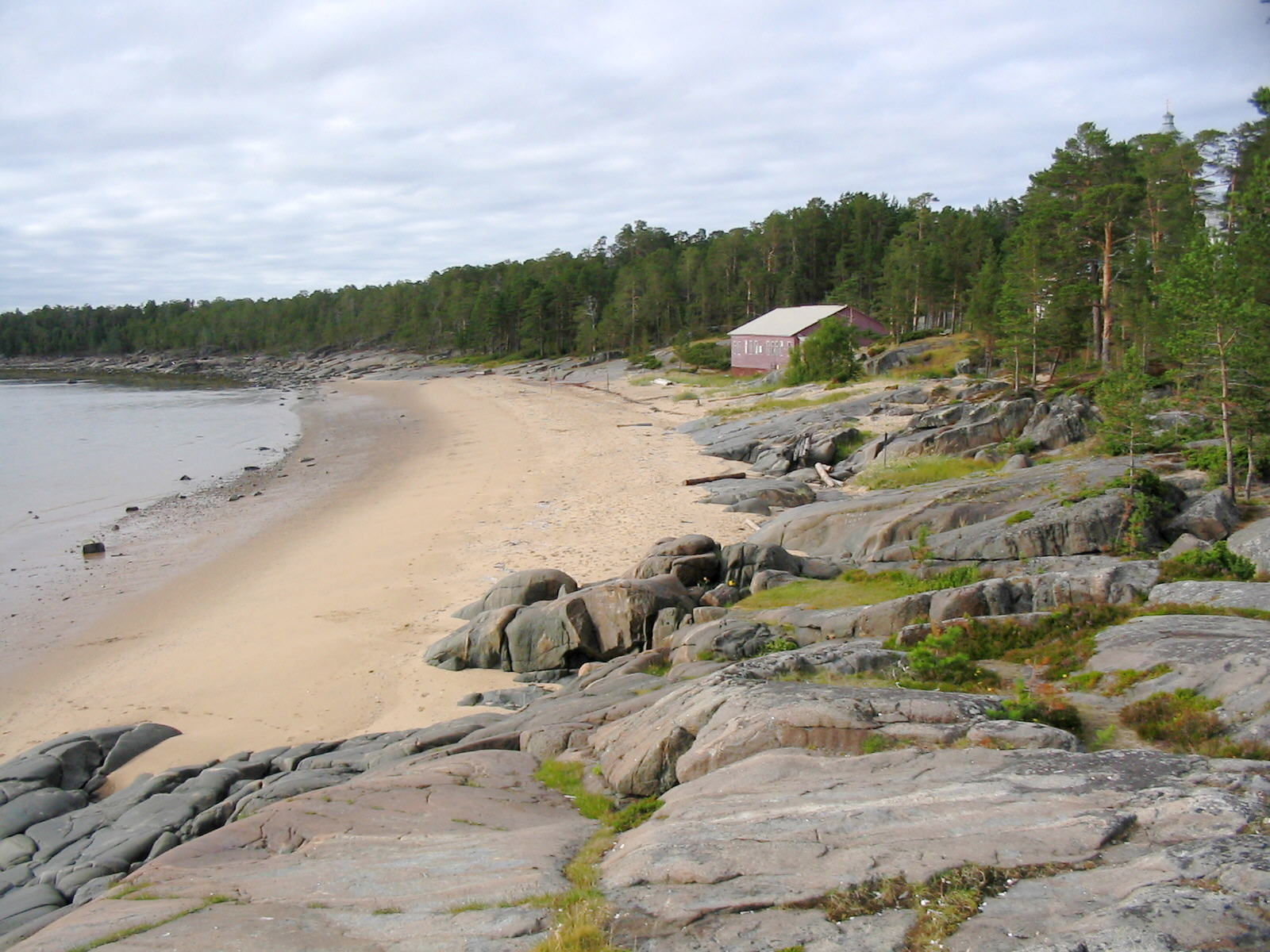
Las costas de la bahía de Onega en la isla de Kiy

El mar Blanco es un amplio golfo o fiordo de forma compleja, similar a una «S» algo ladeada, que se abre al norte al mar de Barents y que se interna en el continente en dirección SO. Con una costa con muchos entrantes, en general las orillas occidentales son empinadas y las orillas orientales son bajas. El mar Blanco se puede considerar formado por la entrada y cuatro bahías o golfos principales (descritas en sentido antihorario):
- la abertura en forma de embudo que comunica con el mar de Barents, que los pomores llamaban garganta del Mar Blanco o Girlo/Gorlo (en ruso: Горло, lit. 'garganta'); en la ribera occidental, en el mar de Barents, está la base naval y ciudad cerrada de Ostrovnói.
- el golfo de Kandalakcha, en la parte occidental, de dirección NO (boca de unos 85 km y fondo de 200 km), en el que está la parte más profunda del mar, alcanzando los 343 m. En el extremo se encuentra la ciudad de Kandalaksha, fundada en el siglo XI, con 28 438 hab. en 2023.
- el golfo de Onega, en la parte meridional y la más alejada de la boca, de dirección SE (boca de unos 95 km y fondo de 155 km), en la que desagua el río Onega, en cuya boca se erigió la ciudad homónima de Onega (16 947 hab. en 2021), fundada antes de 1450 que en 1699, fue designada como una de los cuatro puertas en Rusia cuyas exportaciones a Inglaterra estaban sujetas al monopolio de la Russia Company. En la entrada de la bahía están las islas Solovetsky, y en la ribera occidental, frente a ellas, se encuentra la ciudad de Kem (fundada antes de 1450, con 9712 hab. en 2023), erigida donde desagua el homónimo río Kem. En la misma ribera, ya en la bahía está también la ciudad de Belomorsk  (fundada antes de 1419, con 7407 hab. en 2023).
- la bahía de Dviná en la parte sureste, de dirección SE (boca de unos 130 km y fondo de 110 km), en la que desagua el río Divina Septentrional y en la que está en el importante ciudad portuaria de Arcángel (fundada en 1584, con 298 617 hab. en 2023).
- la bahía de Mezén, en el lado este del "Girlo", de dirección SE (boca de unos 100 km y fondo de 85 km) y localizada frente a la península de Kola, en la que desaguan el río Mezen y el río Kuloy. En la boca del Mezen está la homónima ciudad de Mezén (fundada en el siglo XVI, con 2832 hab. en 2023).

Otros ríos importantes que desembocan en el mar son el Vyg, el Niva, el Umba, el Varzuga y el Ponoy.
Algunas partes de la costa del mar Blanco tienen nombre propio  y se dividen tradicionalmente (en orden antihorario desde la costa de la península de Kola): [costa de Tersky]], costa de Kandalaksha, costa de Carelia, Pomorsky, Onega, costa de Verano o Letniy, costa de Invierno o Zimny, Mezensky y Kaninsky; a veces la costa de Mezen se divide en las orillas Abramovsky y Konushinsky, y parte de la costa de Onega se llama costa Lyamitsky.
El fondo marino de la parte central y la bahía de Dvina está cubierto de limo y arena, mientras que el fondo de la parte norte, el golfo de Kandalaksha y la bahía de Onega es una mezcla de arena y piedras. Los depósitos de la edad de hielo suelen aflorar cerca de las costas marinas. Las costas del noroeste son altas y rocosas, pero la pendiente es mucho más débil en el lado sureste.
El mar Blanco tiene un gran número de islas, pero la mayoría de ellas son pequeñas. El principal grupo de islas son las islas Solovetsky, situadas casi en el centro del mar, cerca de la entrada de la bahía de Onega. La isla Kiy, en la bahía de Onega, es importante por su histórico monasterio. La isla Velikiy, situada cerca de la orilla, es la mayor del golfo de Kandalaksha.

Principales ciudades portuarias del mar Blanco
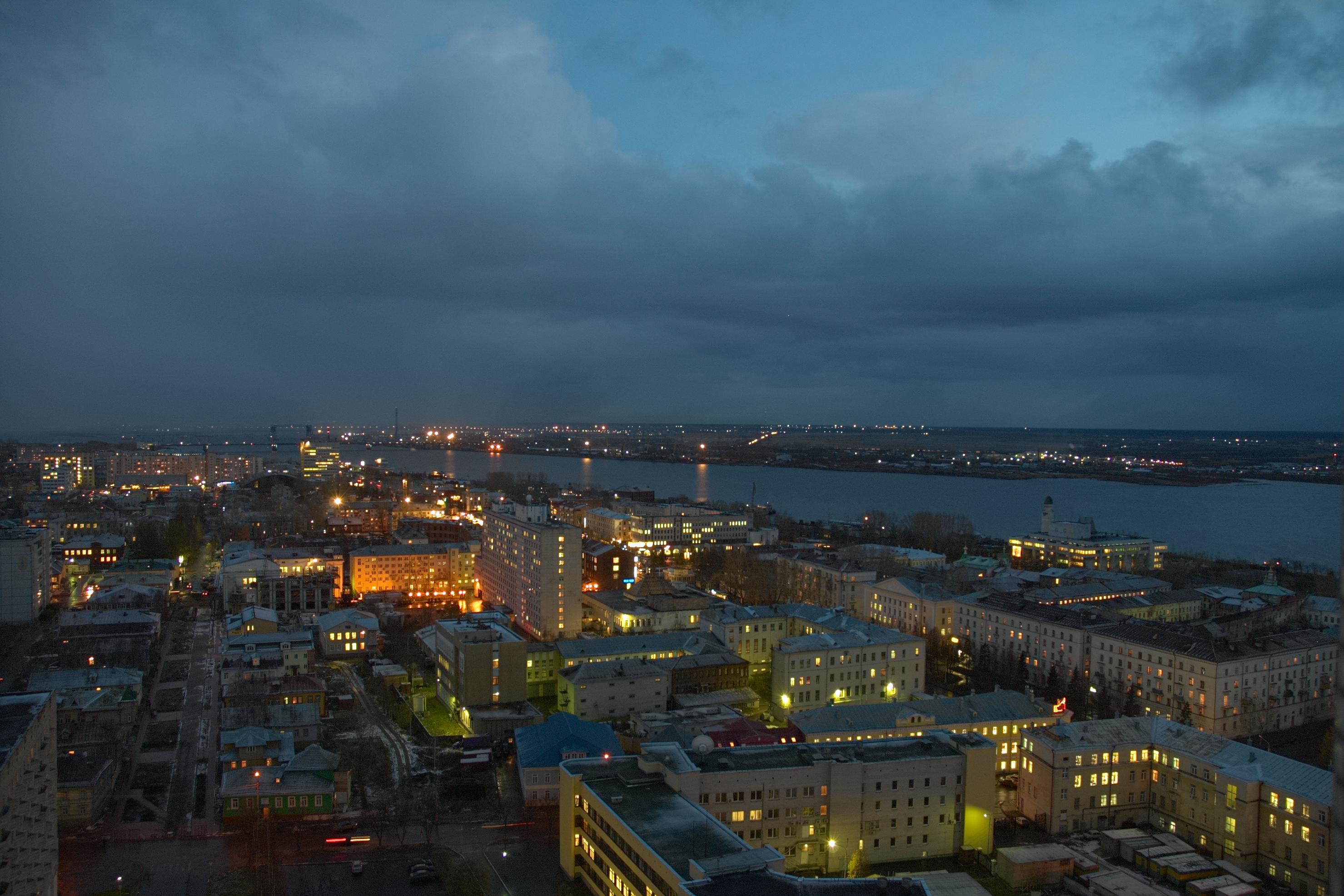
Vista de Arcángel
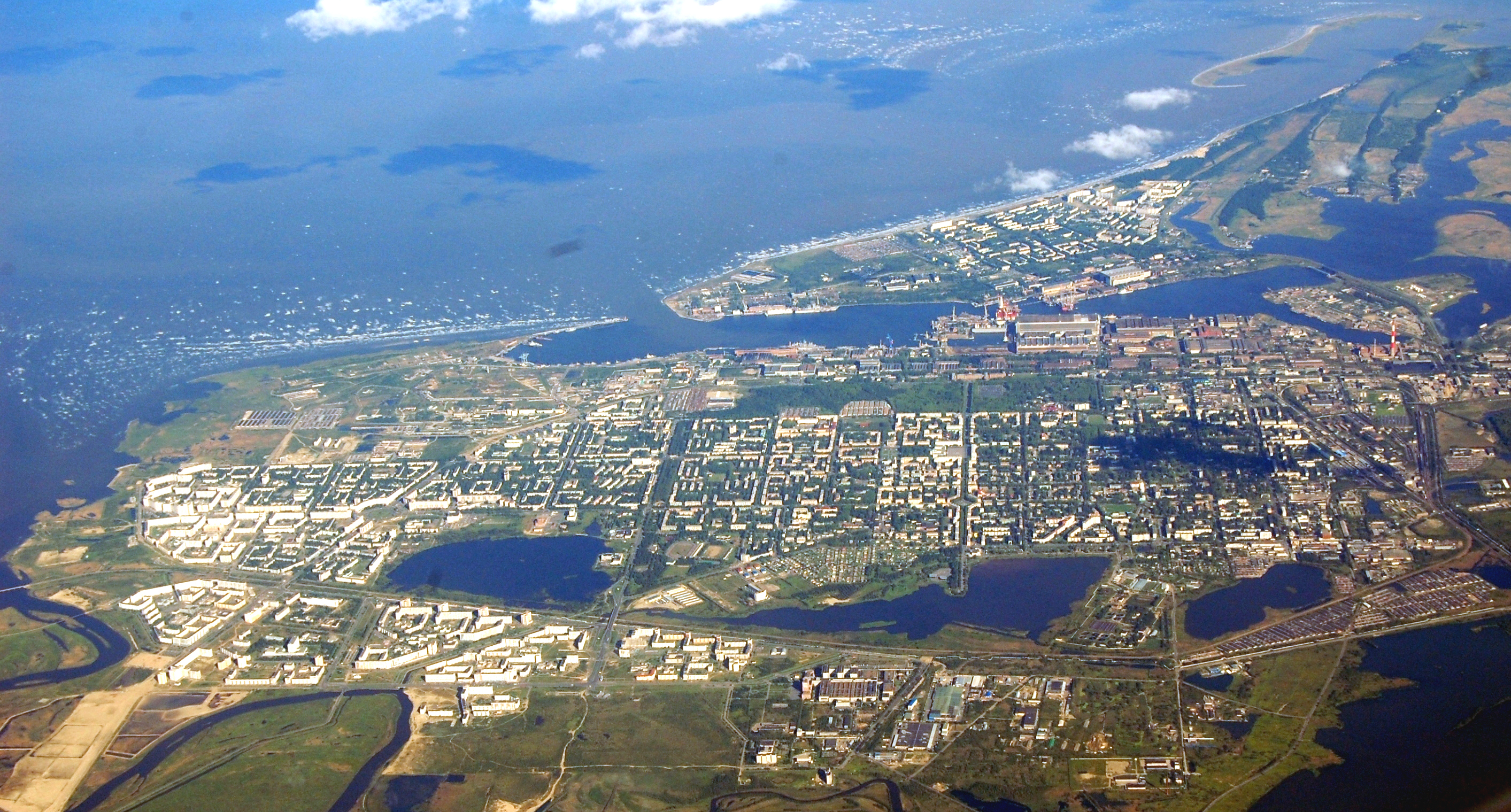
Vista de Severodvinsk
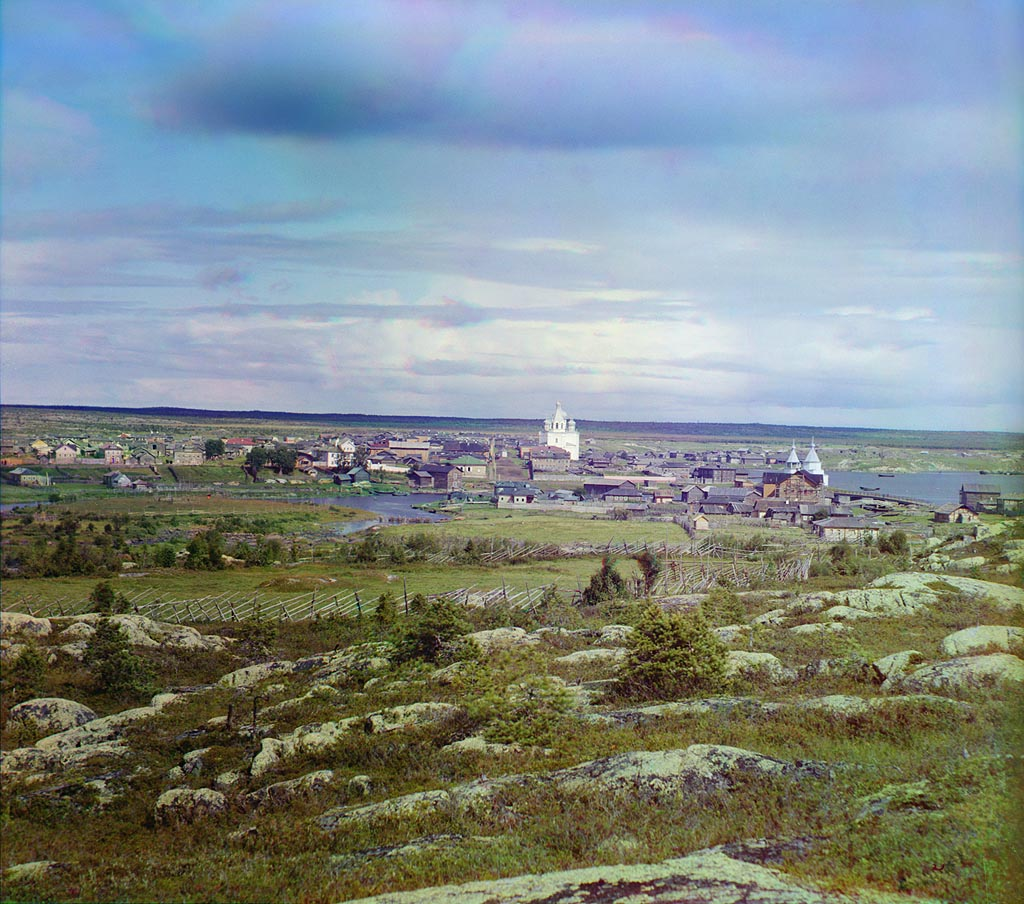
Kem
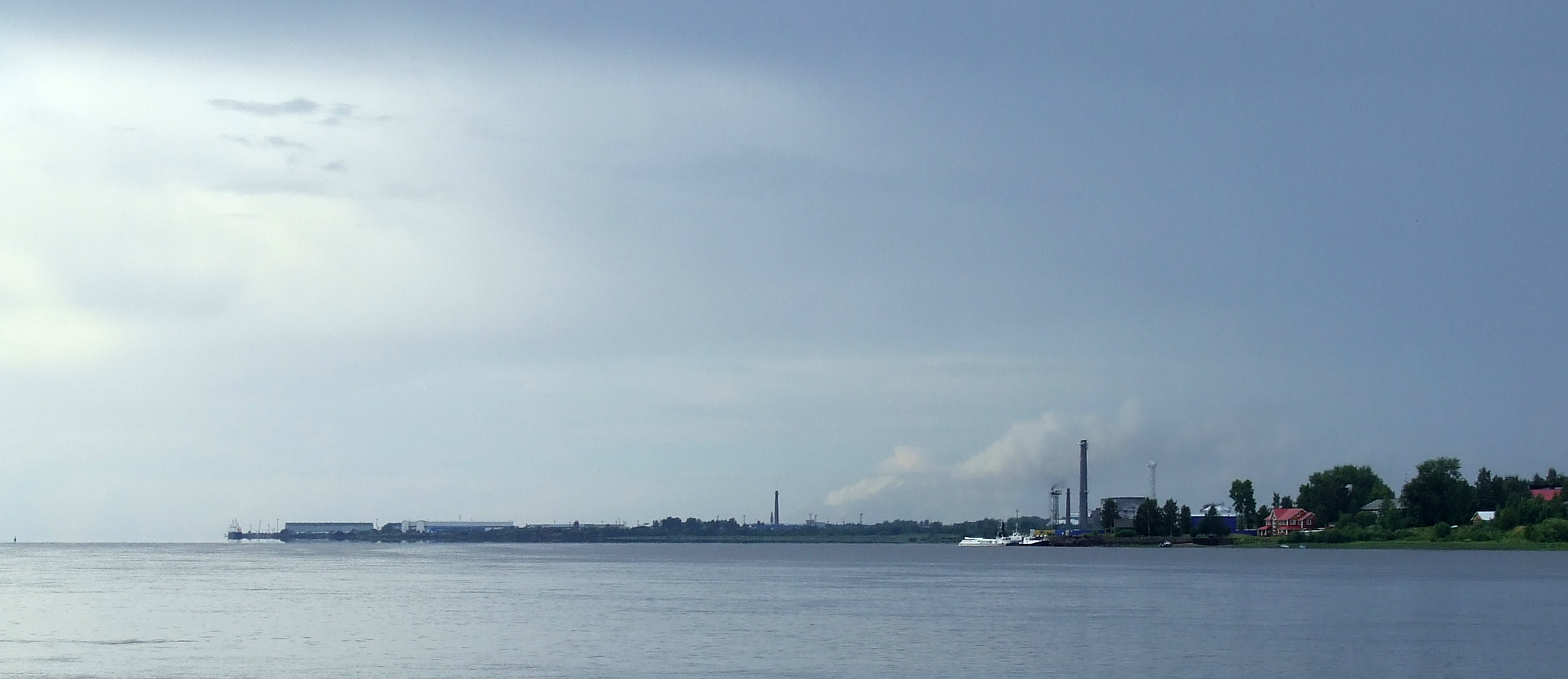
Vista del puerto de Onega
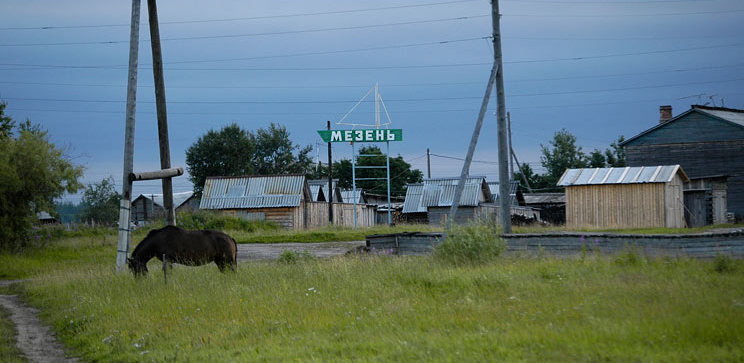
Vista de Mezén
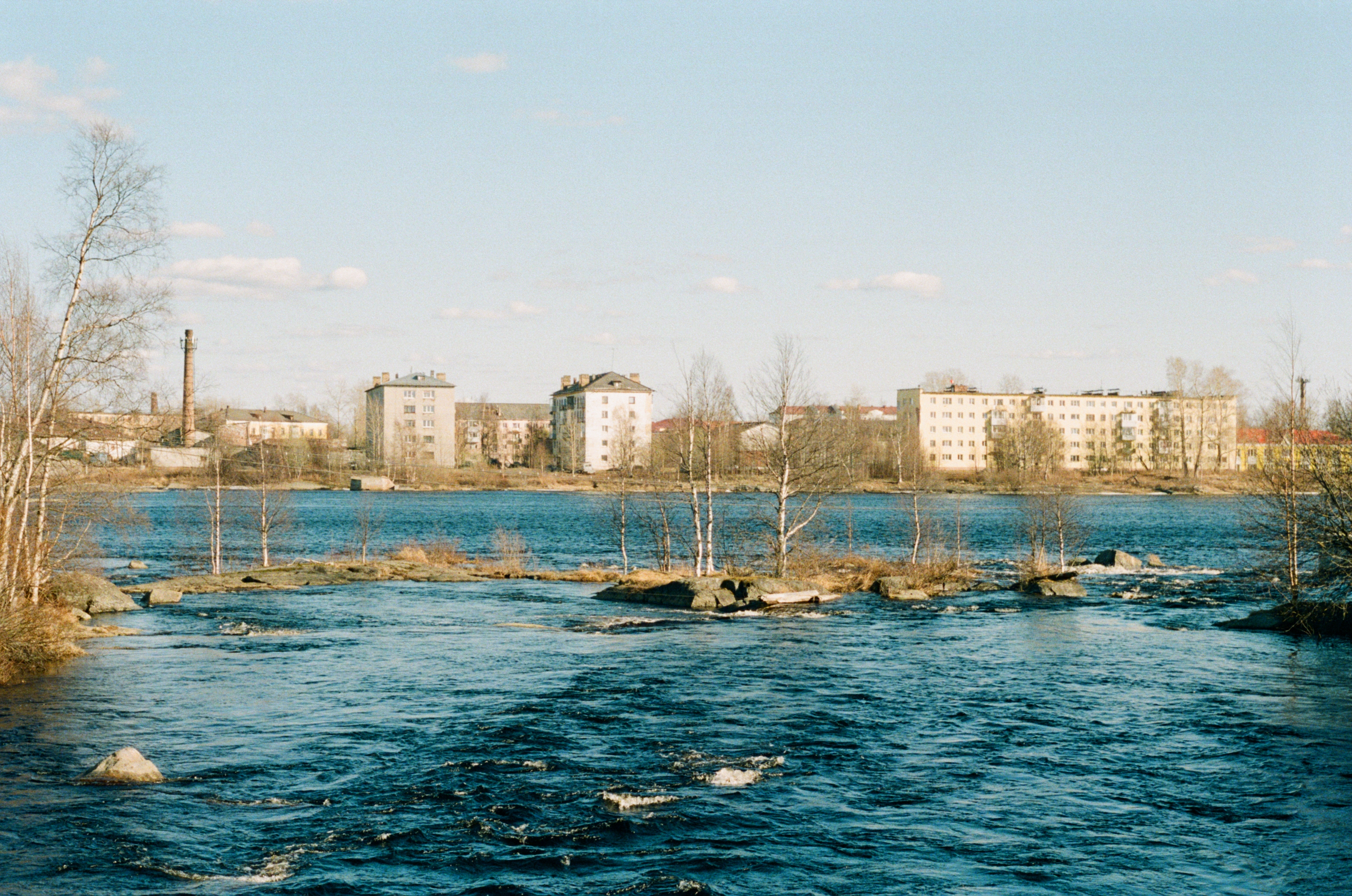
Vista deBelomorsk

### Hidrografía y batimetría
El mar Blanco es una depresión llena de agua en el bloque de una plataforma continental conocida como Escudo Báltico. Su fondo es muy irregular y contiene Kandalaksha Hollow en el noroeste y las islas Solovetsky en el sur. Además, Onega Bay tiene muchas pequeñas elevaciones submarinas. La desembocadura y el "Gorlo" del mar son bastante poco profundos, con profundidades de unos 50 metros o menos. Hay una cresta submarina en la parte norte del Gorlo, lo que resulta en profundidades máximas de 40 metros en esa parte. Esto dificulta el intercambio de agua entre los mares Blanco y Barents. El intercambio es asistido por las mareas, que son semidiurnas (suben dos veces al día), con la amplitud que aumenta de 1 metro en el sur a 10 metros en la bahía de Mezen. Las corrientes son bastante débiles en mar abierto con una velocidad inferior a 1 km/h, pero se fortalecen significativamente en las bahías. Los maremotos son mucho más rápidos que las corrientes regulares y alcanzan velocidades de 9 km/h en la bahía de Mezen, 3,6 km/h en la bahía de Onega y 1,3 km/h en el golfo de Kandalaksha.
Los ríos traen anualmente alrededor de 215 km³ de agua dulce, en promedio, principalmente a las bahías de Onega, Mezen y Dvina. Solo el Dvina Septentrional puede aportar hasta 171 km³ en algunos años, mientras que los ríos Mezen, Onega, Kem y Vyg suman 38,5, 27,0, 12,5 y 11,5 km³, respectivamente. Alrededor del 40 % de este volumen se trae durante el derretimiento de la nieve en mayo, y la entrada es mínima en febrero-marzo. Esta entrada sube y baja el nivel del mar que promueve el intercambio de agua con el mar de Barents. Como resultado, anualmente, aproximadamente 2000−2200 km³ entran y salen del mar Blanco, respectivamente. La entrada de agua dulce en primavera reduce la salinidad superficial en la capa superior de 5 a 10 metros a 23 ‰ (partes por mil) en el este y 26 a 27 ‰ en las partes occidentales del mar, alcanzando 10 a 12 ‰ en bahía Dvina; también aumenta el contenido de silicio y silicato en el agua, que es un rasgo característico del mar Blanco.
Las tormentas son más fuertes en octubre y noviembre. Las profundidades marinas poco profundas reducen la altura de las olas a un promedio de 1 metro, alcanzando a veces los 3-5 metros. El mar está tranquilo en julio y agosto.

## Clima
El verano dura desde principios de junio a finales de agosto, aunque en la parte más al norte apenas dura un mes y medio. 
La temperatura del mar varía de 0,5 a −2 °C en invierno y entre 12 y 15 °C en verano. El hielo aparece en octubre y forma témpanos a partir de mediados de noviembre. Algunos animales de las regiones polares llegan aquí buscando refugio: focas de Groenlandia, perros de mar y focas moteadas. 
La fusión del hielo comienza en abril y desaparece en mayo. Sin embargo, a causa de los vientos del norte, se pueden encontrar témpanos flotantes hasta finales de junio. En la primavera, bajo la acción del viento y las corrientes al sur, algunos animales son arrastrados en los témpanos de hielo hacia el océano, y son cazados por los ribereños que se desplazan en canoas con patines.

## Historia

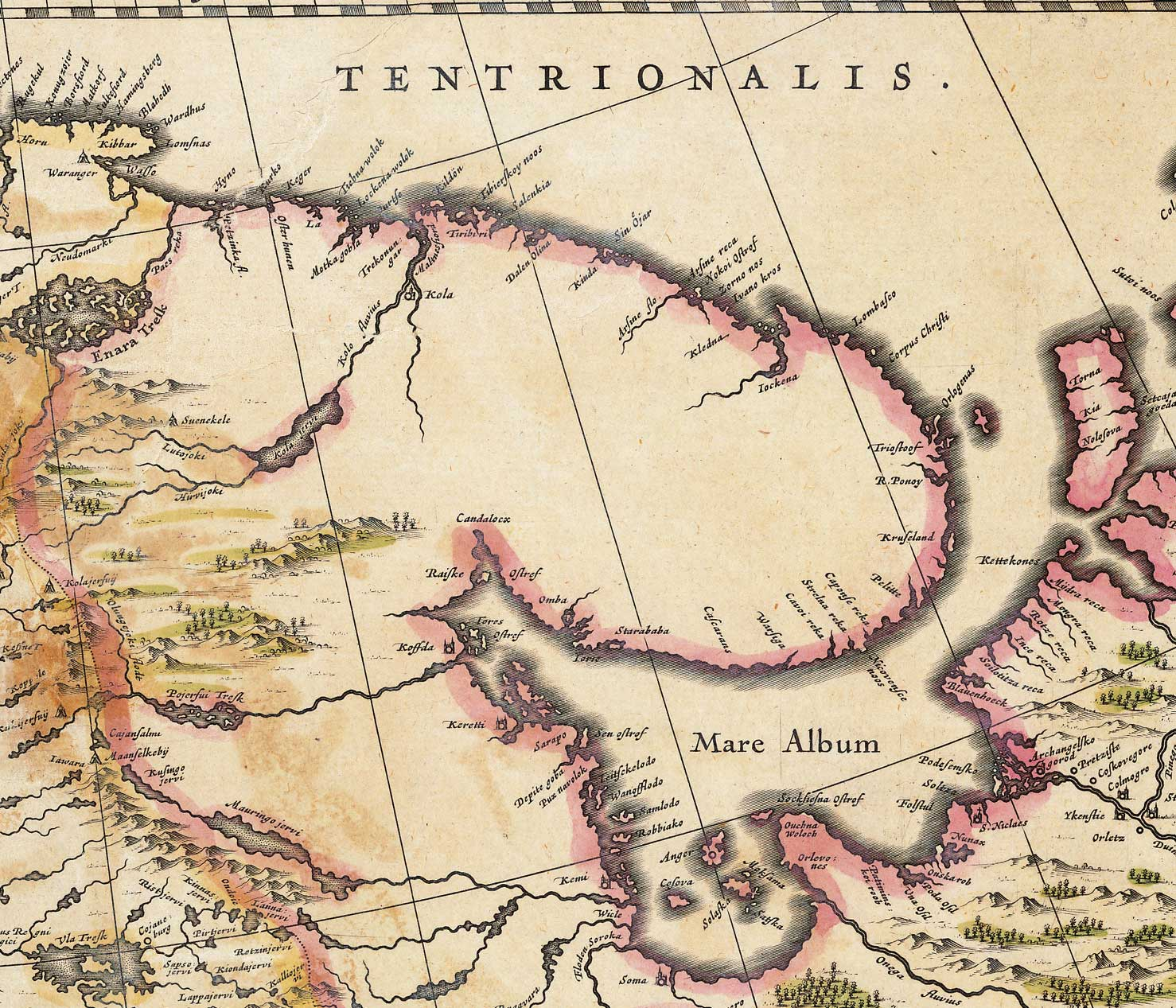
Un mapa del mar Blanco (1635)

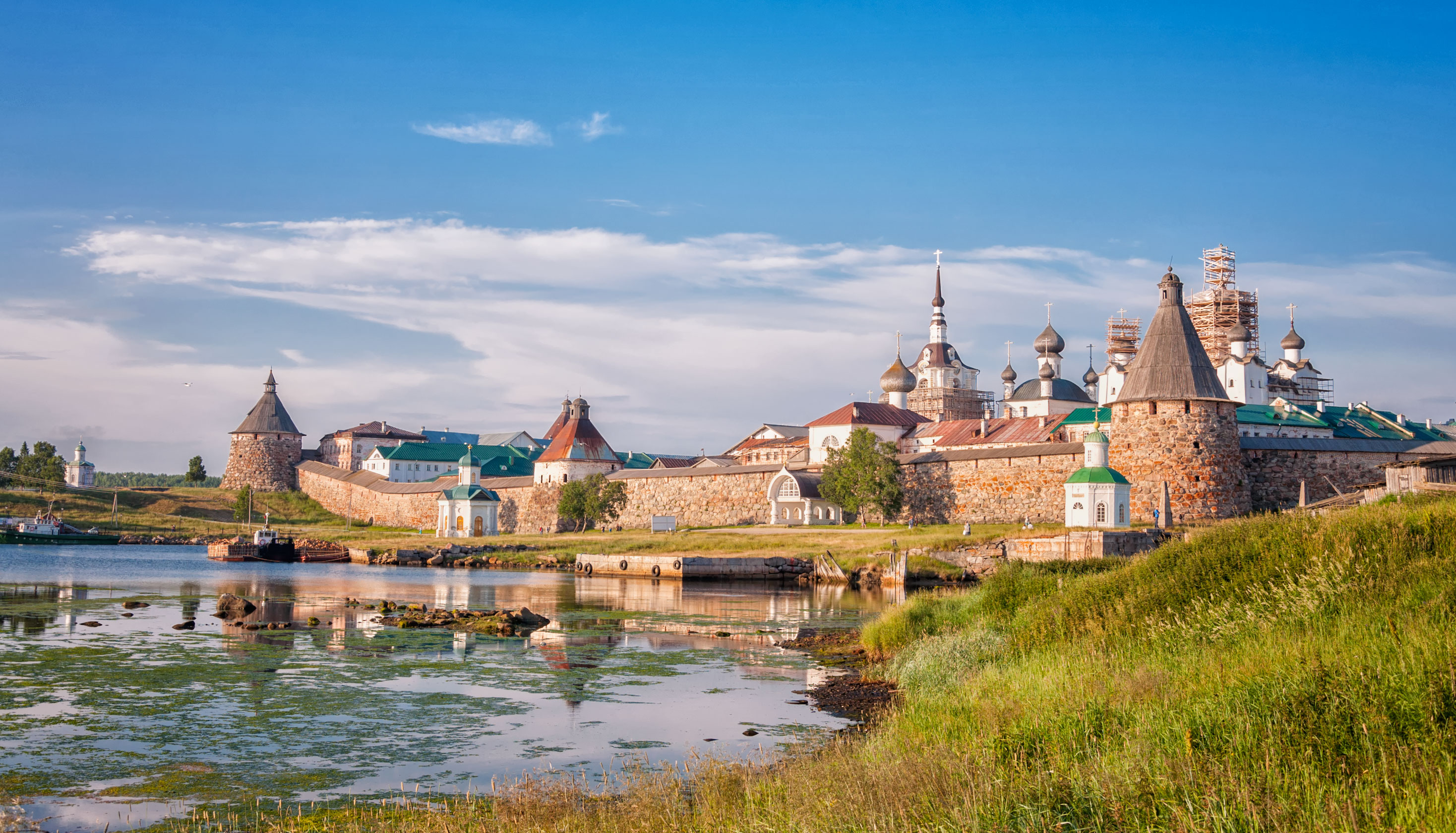
Monasterio de Solovetsky

Se han encontrado grabados rupestres cerca del mar Blanco.
Los habitantes de Nóvgorod conocían el mar Blanco al menos desde el siglo XI y exploraron rápidamente su importancia comercial para la navegación y sus bosques costeros ricos en animales de piel. Uno de los primeros asentamientos a orillas del mar surgió a finales del siglo XIV en Jolmogori, a la vera del río Dviná Septentrional.
Son varios los puertos que se mencionan en tiempos históricos: el lugar en el que hoy se encuentra la moderna Severodvinsk fue mencionado por primera vez en 1419, cuando los suecos navegaron en la bahía y quemaron el monasterio de Nikolo-Korelsky, que se cree había sido fundado por san Eufemio, misionero ortodoxo en las tierras de Carelia. La abadía estuvo en ruinas hasta 1471, cuando dos hijos de Marfa Borétskaya murieron en una feroz tormenta, y sus cuerpos fueron recuperados en la playa, cerca del monasterio doce días más tarde. A instancias de Boretskaya, el monasterio fue restaurado y sus hijos fueron enterrados allí. También la primera mención de Kem se remonta a 1450, siendo en ese momento un dominio de una notable posádnitsa  de Nóvgorod, Marfa Borétskaya, que en ese año dona la ciudad al monasterio de Solovetsky (situado en las islas del mismo nombre).
Desde el puerto de Jolmogori, en 1492, zarpó hacia Dinamarca una flota mercante cargada de grano y con embajadores de Iván III de Rusia, lo que marcó el establecimiento del primer puerto marítimo internacional en Rusia.
El 24 de agosto de Richard Chancellor, a bordo del Edward Bonaventure, llegó al asentamiento minero de Nenoksa, que todavía es famoso por su arquitectura tradicional de madera. Los marineros británicos se dirigieron al monasterio de Nikolo-Korelsky, donde se sorprendieron al encontrar una comunidad de «marineros en sotana» y un muelle lo suficientemente grande como para dar cabida a varios barcos. La principal iglesia de este original establecimiento estaba dedicada a San Nicolás, el santo patrón de los marineros, por lo que todo el mar Blanco fue conocido durante el siglo XVI en los mapas ingleses como la bahía de San Nicolás. Luego Chancellor, arribó al puerto de Jolmogori, desde donde fue escoltado a Moscú para reunirse con el zar ruso, Iván IV. Chancellor, junto con otros dos barcos al mando de Hugh Willoughby, había buscado una ruta hacia el norte, hacia las Indias, especialmente la India y China. La expedición, patrocinada por el rey Eduardo VI de Inglaterra y un grupo de unos 240 mercaderes ingleses, contaba con la autorización de Londres para establecer relaciones comerciales. A su regreso de Rusia en 1554, Chancellor llevaba una descripción detallada de Moscú y del norte de Rusia, que eran en gran parte desconocidos para Europa, así como una carta del zar expresando su deseo de establecer relaciones comerciales con Inglaterra. En 1555 Reina María emitió una carta autorizando a la Compañía de Moscovia a comerciar con Rusia a través de la ruta del mar Blanco.
Los barcos holandeses pronto siguieron a los ingleses, y el puerto de Jolmogori se llenó de cargamentos de pieles y pescado. En esa época se establecieron en la ciudad tiendas y fábricas locales y extranjeras. El puerto se reforzó con una fortaleza que soportó un asedio del ejército polaco-lituano en 1613. El aumento del tráfico sobrecargó el puerto, que dependía de las aguas poco profundas del río y tenía una capacidad limitada para los barcos. Sin embargo, en lugar de ampliar el antiguo puerto, Iván IV estableció uno nuevo río abajo en 1584, llamado Nuevo Jolmogori, que a partir de 1596 empezó a conocerse como Arjánguelsk.
Entre los siglos XV y principios del XVIII, el mar Blanco fue la principal ruta comercial de entrada y salida de Rusia. Este papel disminuyó posteriormente tras la fundación de San Petersburgo (1703), que abrió una conexión más directa y sin hielo entre Rusia y la mayor parte de Europa occidental a través del mar Báltico. A partir de la década de 1920, la mayoría de los envíos marítimos del norte de Rusia se desviaron del mar Blanco al nuevo puerto de Múrmansk (fundado oficialmente en 1916), donde las aguas no se congelaban en invierno.
A principios del siglo XX, los habitantes de sus costas eran lapones, finlandeses y samoyedos, que vivían de la pesca, la caza de focas y la caza.

## Fauna
El mar alberga más de 700 especies de invertebrados, unas 60 especies de peces y cinco especies de mamíferos marinos, entre ellos la simpática beluga, la ballena blanca. Otras especies de delfines, como la marsopa común, aparecen con menos frecuencia, mientras que las ballenas de mayor tamaño, como la ballena boreal, la ballena jorobada y los rorcuales, las ballenas de pico boreal, las orcas se han considerado visitantes poco frecuentes de las aguas mientras que la frecuencia real de ocurrencias dentro de la cuenca del mar Blanco no se especifica.
Debido a las particulares condiciones ecológicas del entorno, el mar Blanco ha sido objeto de diversas expediciones y exploraciones científicas, centrándose, por ejemplo, en geología y petrología, fauna de mamíferos, medusas (1900), esponjas marinas (1878), gusanos, hidroides (1902), o incluso en los años 60 microorganismos como los ciliados mesopsámicos costeros, o los parásitos de los peces. Más recientemente, también ha habido interés en el grado de contaminación de este mar, a través de algunos marcadores bioindicadores (por ejemplo, la foca arpa o foca de Groenlandia), y sus sedimentos o por la forma en que determinados contaminantes se bioacumulan en la red trófica.
Los investigadores también están interesados en la evolución de esta región durante las glaciaciones en particular para comprender mejor cuáles serán los efectos locales del cambio climático actual.

## Economía
La industria pesquera es relativamente pequeña y se dedica principalmente a la pesca de foca arpa, foca anillada, arenque, bacalao azafrán, eperlano europeo, bacalao del Atlántico y salmón del Atlántico. Existe una industria de algas en desarrollo.
El mar Blanco es un importante centro de tráfico del noroeste de Rusia, que interconecta varias regiones económicas y proporciona una salida a las rutas extranjeras. El Canal Mar Blanco-Báltico lo une a través del Lago Onega con el Mar Báltico y la importante ciudad y puerto de San Petersburgo. El mar Báltico, a su vez, está conectado por la Hidrovía Volga-Báltico mediante el río Volga, con los mares Negro, Caspio y Azov. Los principales puertos del mar Blanco son Arjánguelsk, Belomorsk, Onega, Mezen, Kem, Kandalaksha y Umba. A pesar de estar congelado en invierno, el mar sigue siendo navegable durante todo el año gracias al despliegue de rompehielos.